# Șceaslîvka, Domanivka
Șceaslîvka (în ucraineană Щасливка) este localitatea de reședință a comunei Șceaslîvka din raionul Domanivka, regiunea Mîkolaiiv, Ucraina.

## Demografie
Componența lingvistică a localității Șceaslîvka
     Ucraineană (94,55%)
     Rusă (2,73%)
     Română (2,55%)
Conform recensământului din 2001, majoritatea populației localității Șceaslîvka era vorbitoare de ucraineană (94,55%), existând în minoritate și vorbitori de rusă (2,73%) și română (2,55%).